# Nederländska
Nederländska eller holländska (Nederlands (fil)) är ett västgermanskt språk av lågfrankiskt ursprung. Det talas främst i Nederländerna och Belgien, samt i dessa länders före detta kolonier.  
Den variant av nederländska som talas i norra och sydvästra Belgien kallas för flamländska. Holländska och flamländska betraktas som olika dialekter av samma språk, där det flamländska ordförrådet använder fler lånord från franskan, medan det holländska ordförrådet använder fler lånord från engelskan och möjligen från tyskan.

## Historik
Nederländskan anses ha uppstått runt år 400 efter Kristus som ett eget språk ur västlågfrankiskan i inblandning av lågsaxiska och nordsjögermanska inslag.
Det språk som talades cirka 1250–1500 brukar kallas medelnederländska (ibland medelholländska).
En tidig nederländsk skrift finns, daterad till omkring 1100, skriven av en flamländsk munk i ett kloster i Rochester, England. Den lyder som följer: "Hebban olla uogala nestas hagunnan, hinase ic enda tu, wat unbidan we nu" ("alla fåglar har byggt bo förutom du och jag, vad väntar vi på"). Under en lång period ansågs den vara det tidigaste beviset på nederländska, men senare har ännu äldre fragment hittats, som "Visc flot aftar themo uuatare" ("en fisk simmade i vattnet") och "Gelobistu in got alamehtigan fadaer" ("tror du på gud den allmäktige fadern"). Det senare fragmentet var skrivet redan år 900. Det råder viss oenighet om texterna. Luc De Grauwe, professor vid universitetet i Gent ifrågasätter språket i dessa texter och anser dem vara fornengelska. 
Till de äldsta tydligare exemplen på nederländska är Hendrik van Veldekes legend om Sankt Servatius leverne. Den är författad på medellimburgiska. Under 1200-talet hade skriftspråket flamländsk prägel, under 1300-talet flamländsk och brabantisk, och under 1400-talet tar brabantiskan över. Från 1500-talet blir det holländska språket normgivande för språkets utveckling. Språket kallas i medeltidstexter Diets eller Duuts vilket betyder folkspråk, i kontrast till de lärdas latin.
Under 1500-talet börjar en nationell enhetssträvan inom det nederländska språket. 1574 utgav Cornelius Kiliaan Dictionarium teutonico-latinum det första lexikonet på nederländska i Antwerpen. 1584 utkom den första grammatiken, Twe-spraack van de Nederduytsche letterkunst, författad av Hendrik Laurenszoon Spiegel.

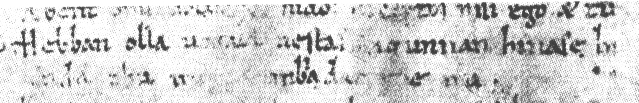
Hebban olla uogala nestas bigunnan hinase hi(c) (e)nda thu uuat unbidan uue nu

1618, när en nederländsk bibelöversättning skulle göras som folk i hela landet kunde förstå, skapades ett enhetligt språk. Denna översättning, som kom ut 1637 var oerhört viktigt för bildandet av ett enhetligt språk. Språket kombinerade särdrag från många dialekter, men baserades mest på holländska dialekter.
I och med den westfaliska freden klövs det nederländska språkområdet mellan två nationer, Nederländerna i norr och det Habsburgska riket i söder där franska var det officiella språket och de nederländska språken/dialekterna, flamländska, brabantiska och limburgiska, förde en tynande tillvaro. I Nederländerna började istället ett enhetsspråk etableras, baserat på stadsdialekterna i provinsen Holland. I samband med Napoleons fall bildades Kungariket Nederländerna, som omfattade ungefär nuvarande Benelux, och nederländska blev regeringsspråk i Flandern. Kungariket upplöstes dock redan 1830 efter en revolt i söder, och i det nybildade Belgien återfick franskan sin position som ensamt regeringsspråk. För att skydda språket anpassades flamländskan till den nederländska som etablerat sig i norr. Från 1847 hölls gemensamma språkkongresser, 1882 började en gemensam ordbok ges ut. 1898 fick nederländskan/flamländskan officiell status i Belgien och 1938 blev det det enda officiella språket i Flandern. 1947 kom gemensamma stavningsregler för Nederländerna och Belgien, 1980 ingicks en språkunion och 1984 skrevs en gemensam grammatik.
Språket kallas dutch på engelska, vilket är mycket likt det tyska språkets namn på sig själv, deutsch. Båda (liksom svenska ordet tyska) kommer från det gammalgermanska ordet theudisk (lånat till latin som theodiscus) som betyder "folklig", betecknande under äldre medeltid alla västgermanska språk, i motsats till latin som regerade som skriftspråk. På engelska valde man att använda en referens till England som namn på sitt eget språk, och Dutch som namn på det närmaste västgermanska språket. På andra språk inklusive av dem själva används en referens till Nederländerna som namn på språket (danska: nederlandsk, tyska: niederländisch, etc) eller ett lån av det namnet (franska: néerlandais, spanska: neerlandés).

## Geografisk spridning

Karta med de nederländska dialekterna

Nederländska talas i Nederländerna (16 miljoner), norra Belgien (Flandern) (6 miljoner) inklusive Bryssel, en mindre del av nordvästra Frankrike (100 000), Nederländska Antillerna (150 000), Aruba (100 000) och Surinam (400 000) och är officiellt språk i samtliga utom Frankrike. Nederländska Antillerna, Aruba och Surinam är tre före detta nederländska kolonier. Det finns också vissa grupper som talar nederländska i Indonesien. I Sydafrika och Namibia talas det från nederländskan härstammande språket afrikaans.

### Officiell status
Alla stater där språket har officiell status samarbetar och samordnar språkliga aktiviteter i Nederlandse Taalunie (Nederländska språkunionen).
Algemeen Nederlands ("allmän nederländska", standardnederländska, ofta förkortat AN - något som 'rikssvenska' på svenskan) är det som räknas som officiell nederländska, standardspråk så som det undervisas i skolor och används som administrativt språk i Nederländerna, Flandern, Surinam och Nederländska Antillerna. Språkunionen, en förening grundad av nederländska staten och myndigheter i Flandern, definierar vad som är eller inte är AN i fråga om ortografi och stavning.
Före införandet av begreppet Algemeen Nederlands användes ofta Algemeen Beschaafd Nederlands (allmän civiliserad nederländska, förkortat ABN). Beschaafd, "civiliserad" har sedan dess tagits bort för att göra namnet mer politiskt korrekt. Ett alternativ till AN är ofta Standaardnederlands, standardnederländska.

## Grammatik
Som många kontinentala västgermanska språk har nederländskan en rätt komplicerad ordföljd som är tydligt skiljer sig från den närbesläktade engelskan. Liksom tyska och svenska bildar nederländskan ofta mycket långa sammansatta ord. Två exempel på något konstgjorda, men grammatiskt fullt gångbara ord är de randjongerenhangplekkenbeleidsambtenarensalarisbesprekingsafspraken uttal (fil)) (ungdomshaksriktlinjebestämmande tjänstemannalöneavtal) och hottentottententententoonstellingsmakersopleidingsprogramma uttal (fil)) (hottentottstältsutställningsmakarläroplansprogram). Som i svenskan brukar det dock röra sig om högst två-tre ordled i följd.
Nederländsk grammatik har förenklats avsevärt under de senaste hundra åren: kasus används nu endast för pronomen (exempel: ik (jag), me, mij (mig), mijn (min), wie, wiens, wier (dess (som)). Substantiv och adjektiv är för det mesta inte kasusböjda, med undantag för genitiv (-(')s eller -').
Böjningen av adjektiv är något mer komplicerad: ingen böjning vid neutrala substantiv i obestämd form singular förekommer,  i övriga fall tillfogas ett -e:
een mooi huis (ett vackert hus)
het mooie huis (det vackra huset)
mooie huizen (vackra hus)
de mooie huizen (de vackra husen)
een mooie vrouw (en vacker kvinna)
Än mer komplicerad är böjningar som fortfarande används i uttryck som de heer des huizes (husets herre), ter hulp komen (att komma till hjälp). Dessa är egentligen stelnade kasusformer och påverkar inte modern nederländska i övrigt.
Substantiv har däremot en speciell diminutivändelse je i singular och -jes i plural. Båda dessa suffix leder till tilläggsbokstäver beroende på vilken bokstav ordet det tillämpas på slutar. Exempel:
boom (träd) - boompje
ring (ring) - ringetje
koning (kung) - koninkje
tien (tio) - tientje

### Nederländska varianten av alfabetet och I/J
I Nederländskan hade man förr tecknet "IJ" med stora I och J ihopskrivna ovantill, vilket än i dag påverkar språket, fast originaltecknet försvunnit. Geografiska namn som börjar med ij stavas alltid med dessa två bokstäver som versaler, exempelvis "IJsselmeer". I handskrift skrivs vanligtvis i och j ihop till en enda bokstav, oavsett om resten av texten är i skrivstil eller ej, liknande ett vanligt y med prickar över: ÿ. Därför förekommer det ibland också att stavningen ij skrivs som ett j med ett i uppe på sidan, fast då utan prickarna: y.

### Nederländska alfabetet
Det nederländska alfabetet och det  grundläggande moderna latinska alfabetet är identiska och innehåller därmed de följande 26 tecken: A B C D E F G H I J K L M N O P Q R S T U V W X Y Z.

## Klassificering och besläktade språk
Nederländska är på många sätt grammatiskt likt tyska, men skiljer sig avsevärt i tal. Talare av respektive språk behöver öva sig en hel del för att förstå en talare av det andra språket. Jämför följande exempel:
De kleinste kameleon is maar 2 cm groot. De grootste kan wel 80 cm worden. (nederländska)
Das kleinste Chamäleon ist nur 2 cm groß. Die größten können auch 80 cm erreichen. (tyska)
Med en lite ovanligare formulering kan tyskan närma sig nederländskan:
Der kleinste Chamäleon ist nur 2 cm groß. Der größte kann wohl 80 cm werden.
(På svenska:"Den minsta kameleonten är bara 2 cm lång. Den längsta kan bli upp till 80 cm.)
Framförallt har dock nederländska en för tyskar säregen ljudbild, som gör det svårbegripligt för dessa, och vice versa.
Skillnaderna i ordförråd mellan tyska och nederländska skiljer sig i mycket vanliga, korta vardagsord och -konstruktioner:
| nederländska           | tyska               | översättning                                                               |
| ---------------------- | ------------------- | -------------------------------------------------------------------------- |
| maar                   | aber                | men                                                                        |
| (alleen) maar, slechts | nur                 | bara, endast                                                               |
| misschien, wellicht    | vielleicht          | kanske (Jmfr. danska "måske") Jmfr. också nederländska wellicht - möjligen |
| graag eller gaarne     | gern                | gärna                                                                      |
| klaar eller bereid     | fertig eller bereit | klar, beredd, färdig                                                       |
| vaak, dikwijls         | oft                 | ofta                                                                       |
| belangrijk, gewichtig  | wichtig             | viktig - notera dock tyska belangreich, som är synonymt, men mindre använt |

En tysk som lär sig runt två hundra av dessa exempel kommer att förstå skriven nederländska på en anständig nivå. På somliga orter används både tyska och nederländska blandat. Talare av nederländska förstår för det mesta skriven tyska, och tysktalande (som kan engelska) förstår generellt skriven nederländska.

### Accenter
Utöver alla de nederländska dialekterna talas i olika provinser och större städer speciella varianter, som inte direkt betraktas som dialekter. Invandrare har också gett språket en egen prägel. Många som invandrat från Nederländska Antillerna och Surinam talar Surinaams, som avviker från standardnederländska, och marockansk- och turkiskättade ungdomar har utvecklat en egen accent som ofta innehåller många arabiska och turkiska lånord. Det är en utveckling som på många sätt liknar svenska språkvarianter som talas i invandrartäta förorter kring storstäder, som Rinkeby och Rosengård.
Afrikaans, som talas i Sydafrika och Namibia, har levt ett självständigt liv baserat på nederländska 1500-talsdialekter. Stor likhet finns dock fortfarande.

## Fonologi
I nederländska är samtliga obstruenter (det vill säga klusiler och frikativor) tonlösa i slutställning (/d/ realiseras som [t] i slutet av ord).
På grund av assimilering blir ofta den initiala konsonanten i nästkommande ord också tonlös, så att het vee, "boskapen" (identiskt med "ett fä"), blir /hətfe/. Denna tonlöshet är väldigt långt gången i vissa regioner (Amsterdam, Friesland) med en nästan total avsaknad av /v/, /z/ och /ɣ/. Längre söderut återfinns dessa fonem endast i mitten av ord. Jämför logen och lochen: /loɣə/ respektive /loxə/. I Flandern är ch och g alltid fonem, eftersom halsljudet [χ] inte förekommer där; i Nederländerna används detta ganska ofta, och om man uttalar det tonande så låter det som ett slags franskt r.
Finalt n, som i pluraländelsen -en, uttalas ofta inte (utom framför vokaler). Undantag finns dock i nordost och sydväst, där det blir ett stavelseliknande "n"-ljud. I regioner där ändelsen inte uttalas lägger man även ofta in hiatus-fyllande n efter ett schwa: /Uw bijdrage-n is heel belangrijk/ ("ditt bidrag är mycket viktigt").

### Vokaler
Vokalförrådet i nederländska är relativt stort, med 13 enkla vokaler och tre diftonger.
Nederländska monoftonger:
Nederländska diftonger:
/e:, ø:, o:/ är inkluderade bland diftongerna. De uttalas egentligen annorlunda i en del dialekter, men uppför sig fonologiskt som andra enkla vokaler.
| symbol | exempel | exempel  | exempel                        |
| IPA    | IPA     | stavning | Svenska                        |
| ɪ      | bɪt     | bit      | 'bit'                          |
| i      | bit     | biet     | 'beta'                         |
| iː     | biːr    | bier     | 'öl'                           |
| ʏ      | hʏt     | hut      | 'hydda, koja'                  |
| y      | fyt     | fuut     | 'dopping'                      |
| yː     | myːr    | muur     | 'mur'                          |
| ɛ      | bɛt     | bed      | 'säng'                         |
| eː     | beːt    | beet     | 'bett'                         |
| ə      | də      | de       | 'det' (Bestämd artikel, utrum) |
| øː     | nøːs    | neus     | 'näsa'                         |
| ɑ      | bɑt     | bad      | 'bad'                          |
| aː     | zaːt    | zaad     | 'frö'                          |
| ɔ      | bɔt     | bot      | '(skelett)ben'                 |
| oː     | boːt    | boot     | 'båt'                          |
| u      | hut     | hoed     | 'hatt'                         |
| uː     | bruːr   | broer    | 'bror'                         |
| ɛi     | ɛi      | ei       | 'ägg'                          |
| œy     | œy      | ui       | 'lök'                          |
| ʌu     | zʌut    | zout     | 'salt'                         |

### Konsonanter
|                     | bilabial | labiodental | alveolar | alveolopalatal | palatal | velar | uvular | glottal |
| klusil              | p b      |             | t d      |                | k g1    |       |        | ʔ 2     |
| nasal               | m        |             | n        |                |         | ŋ     |        |         |
| frikativa           |          | f v 3       | s z 3    | ʃ ʒ 4          |         | x ɣ 3 | ʁ 5    | ɦ       |
| approximant         |          | ʋ           |          |                | j       |       |        |         |
| lateral approximant |          |             | l        |                |         |       |        |         |

Där symboler förekommer parvis representerar den vänstra den tonlösa varianten och den högra representerar den tonande.
Kommentarer:
1. [g] finns inte på nederländska annat än i lånord, som goal ("mål", från engelska)
2. [ʔ] är inte ett eget fonem i nederländska, men sätts in framför stavelser inom ord som börjar med vokal efter /a/ och /ə/.
3. I några dialekter har den tonande frikativan nästan sammansmält med den tonlösa och [v] blir vanligen [f], [z] blir till [s], och [ɣ] till [x].
4. [ʃ] och [ʒ] är inte ursprungliga nederländska fonem och förekommer mestadels i lånade ord som show och bagage (samma på svenska). Däremot blir ofta /s/ följt av /j/ till [ʃ], som i huisje (diminutiv av hus, "litet hus"). [ʒ] blir ofta [ʃ].
5. Uttalet av fonemet /r/ varierar från en dialekt till en annan. I standardnederländska (Amsterdam¹), blir /r/ ofta till — som en tonande uvular frikativa [ʁ]. I andra dialekter blir det till en uvular vibrant [ʀ] eller den alveolara vibranten [r].

¹Standardnederländska som den talas i Amsterdam är inte detsamma som Amsterdam-dialekt. Denna skiljer sig genom att [z] ersätter [s] i nästan samtliga sammanhang. Standardnederländska kan bättre beskrivas som det språk de flesta i Amsterdam talar, och är den dominerande varianten använd i etermedierna.
| symbol | exempel | exempel   | exempel       | exempel |
| IPA    | IPA     | ortografi | Svenska       |         |
| p      | pɛn     | pen       | 'penna'       |         |
| b      | bit     | biet      | 'beta'        |         |
| t      | tɑk     | tak       | 'gren'        |         |
| d      | dɑk     | dak       | 'tak'         |         |
| k      | kɑt     | kat       | 'katt'        |         |
| g      | gol     | goal      | 'mål' (sport) |         |
| m      | mɛns    | mens      | 'människa'    |         |
| n      | nɛk     | nek       | 'nacke, hals' |         |
| ŋ      | ɛŋ      | eng       | 'otäck'       |         |
| f      | fits    | fiets     | 'cykel'       |         |
| v      | ovən    | oven      | 'ugn'         |         |
| s      | sɔk     | sok       | 'strumpa'     |         |
| z      | zep     | zeep      | 'tvål'        |         |
| ʃ      | ʃɛf     | chef      | 'chef'        |         |
| ʒ      | ʒyʁi    | jury      | 'jury'        |         |
| x      | ɑxt     | acht      | 'åtta'        |         |
| ɣ      | ɣaːn    | gaan      | 'gå'          |         |
| ʁ      | ʁɑt     | rat       | 'råtta'       |         |
| ɦ      | ɦut     | hoed      | 'hatt'        |         |
| ʋ      | ʋɑŋ     | wang      | 'kind'        |         |
| j      | jɑs     | jas       | 'jacka'       |         |
| l      | lɑnt    | land      | 'land'        |         |
| ʔ      | bəʔɑmə  | beamen    | 'bekräfta'    |         |

### Ljudförändringar
Nederländskans ljudskridning gick inte samma väg som högtyskans. Jämför tyska machen /-x-/, nederländska maken och engelska make ("göra"). Tyska Pfanne /pf-/, nederländska pan, engelska pan, tyska zwei /ts-/, nederländska twee, engelska two ("två").
Den genomgick även egna förändringar. Till exempel förlorade ord med -old och -olt sitt l och blev istället en diftong. Jämför engelska old, tyska alt, nederländska oud ("gammal").
Ordet hus med /u/ ("hus") ändrades först till huus med /y/, och till slut till huis med en diftong som påminner om franskans l'oeil. Fonemet /g/ försvann och blev den tonande velara frikativan /ɣ/, eller den tonande palatala frikativan i Flandern och Limburg.

## Ordförråd
Nederländskan har fler franska lånord än tyska, men klart färre än engelska. Antalet engelska lånord är däremot stort, och ökar stadigt. Nederländarna brukar säga att den som använder engelska lånord alltför flitigt lider av Engelse ziekte ("engelska sjukan"). Nya lånord uttalas nästan aldrig som på engelska och har anpassad stavning. Nederländskan har också många grekiska och latinska lånord. Det finns en del tyska som überhaupt och sowieso, och även om de tyska lånen är få, har språket ändå haft stort inflytande. Man har helt enkelt direktöversatt tyska ord som översättningslån och använt dem som nederländska utan någon egentligen betydelseöversättning (kallat germanisme), något som förklaras med hur lika språken är. Några av dessa former är så vanliga i nederländskan att få talare är medvetna om ursprunget. De inkluderar ord som opname, aanstalten och många fler.

## Ortografi
Nederländska skrivs med det latinska alfabetet. En dieresis (ë, ï) används för att markera vokaler som ska uttalas som monoftonger och kallas trema eller deelteken. Det har nästan försvunnit ur stavningen efter den senaste stavningsreformen, som föreskrev bindestreck istället: zeeëend (sjöand) stavas nu zee-eend.
Akut accent (accent aigu) förekommer mest i lånord som café, men kan också användas för att betona vad som skiljer olika former åt. Det används mest för att skilja den obestämda artikeln een ("en") från räkneordet één ("ett"). Den grava accenten (accent grave) används för att skilja olika former åt, men har också rensats ut i den senaste stavningsreformen. Hè? måste numera stavas Hé?. Det är dock inget som märks i uttal. Andra diakritiska tecken som cirkumflexet återfinns bara i vissa ord, varav de flesta är franska lånord.
Den mest tongivande ordboken i modern nederländska är Van Dale groot woordenboek der Nederlandse taal, som vanligtvis kallas Dikke van Dale (dik betyder "tjock"), eller som lingvister skämtsamt brukar kalla den De Vandaal, "vandalen". Den är dock helt överskuggad av Woordenboek der Nederlandsche taal, ett enormt standardverk vars första upplaga tog 147 år från planering till slutförande och omfattar över 45 000 sidor. Svenskans motsvarighet är SAOB.
Den halvofficiella stavningen anges i Woordenlijst Nederlandse taal, mer känt som het groene boekje, "den lilla gröna boken", efter sin färg.

## Exempel
| Engelska         | Frisiska        | Afrikaans   | Nederländska        | Lågtyska         | Tyska                  | Svenska                    | Norska (bokmål)            |
| ---------------- | --------------- | ----------- | ------------------- | ---------------- | ---------------------- | -------------------------- | -------------------------- |
| Apple            | Apel            | Appel       | Appel               | Appel            | Apfel                  | Äpple                      | Eple                       |
| Beech            | Boek/ Boekebeam | Beuk        | Beuk                | Böke             | Buche                  | Bok (träd)                 | Bøk                        |
| Book             | Boek            | Boek        | Boek                | Boek             | Buch                   | Bok                        | Bok                        |
| Breast           | Boarst          | Bors        | Borst               | Bost             | Brust                  | Bröst                      | Bryst                      |
| Brown            | Brún            | Bruin       | Bruin               | Bruun            | Braun                  | Brun                       | Brun                       |
| Cheap            | Goedkeap        | Goedkoop    | Goedkoop            | Billig /Goodkoop | Billig                 | Billig                     | Billig                     |
| Day              | Dei             | Dag         | Dag                 | Dag              | Tag                    | Dag                        | Dag                        |
| Dead             | Dea             | Dood        | Dood                | Dood             | Tot                    | Död                        | Død                        |
| Die (starve)     | Stjerre         | Sterf       | Sterven             | Sterven          | Döen/ Starven/ Sterben | Dö                         | Dø                         |
| Earth            | Ierde           | Aarde       | Aarde               | Eer              | Erde                   | Jord                       | Jord                       |
| Eat              | Ite             | Eet         | Eten                | Eten             | Essen                  | Äta                        | Spise / Ete                |
| Enough           | Genôch          | Genoeg      | Genoeg              | Noog             | Genug                  | Nog                        | Nok                        |
| Expensive (dear) | Djoer           | Duur        | Duur                | Düür             | Teuer                  | Dyr                        | Dyr                        |
| Finger           | Finger          | Finger      | Vinger              | Vinger           | Finger                 | Finger                     | Finger                     |
| Fire             | Fjoer           | Vuur        | Vuur                | Füür             | Feuer                  | Eld                        | Brann                      |
| Give             | Jaan            | Gee         | Geven               | Geven            | Geben                  | Giva / Ge                  | Gi                         |
| Glass            | Glês            | Glas        | Glas                | Glas             | Glas                   | Glas                       | Glass                      |
| Gold             | Goud            | Goud        | Goud                | Gold             | Gold                   | Guld                       | Gull                       |
| Hand             | Hân             | Hand        | Hand                | Hand             | Hand                   | Hand                       | Hånd / Hand                |
| Head             | Holle           | Hoof / Kop  | Hoofd/ Kop          | Hövd/Kopp        | Haupt/ Kopf            | Huvud                      | Hode                       |
| Heaven           | Himel           | Hemel       | Hemel               | Hemel            | Himmel                 | Himmel                     | Himmel                     |
| High             | Heech           | Hoog        | Hoog                | Hoog             | Hoch                   | Hög                        | Høy                        |
| Home             | Thús            | Heim / Tuis | Thuis               | Heim             | Heim                   | Hem                        | Hjem / Heim                |
| Hook             | Hoeke           | Haak        | Haak                | Haak             | Haken                  | Hake/ Krok                 | Hake/ Krok                 |
| House            | Hûs             | Huis        | Huis                | Huus             | Haus                   | Hus                        | Hus                        |
| Great            | Grut            | Groot       | Groot (stoer: tuff) | Groot            | Groß                   | Stor                       | Stor                       |
| Man              | Man             | Man         | Man                 | Mann             | Mann                   | Man                        | Mann                       |
| Many             | Mannich         | Menige      | Menige              | Mennig           | Manch                  | Många                      | Mange                      |
| Moon             | Moanne          | Maan        | Maan                | Maan             | Mond                   | Måne                       | Måne                       |
| Night            | Nacht           | Nag         | Nacht               | Nacht            | Nacht                  | Natt                       | Natt                       |
| No               | Nee             | Nee         | Nee(n)              | Nee              | Nein                   | Nej                        | Nei                        |
| Old              | Âld             | Oud         | Oud                 | Oll              | Alt                    | Gammal (men: äldre, äldst) | Gammel (men: eldre, eldst) |
| One              | Ien             | Een         | Een                 | Een              | Eins                   | En                         | En                         |
| Small/Little     | Lyts            | Klein       | Klein               | Lütt             | Kleine                 | Liten (jmf klen)           | Liten                      |
| Snow             | Snie            | Sneeu       | Sneeuw              | Snee             | Schnee                 | Snö                        | Snø / Sne                  |
| Stone            | Stien           | Steen       | Steen               | Steen            | Stein                  | Sten                       | Sten / Stein               |
| Sun              | Sinne           | Son         | Zon                 | Sünn             | Sonne                  | Sol                        | Sol                        |
| That             | Dat             | Dit         | Dat, Die            | Dat (Dit)        | Das                    | Det                        | Det / Den                  |
| Translate        | Oersette        | Vertaal     | Vertalen            | Översetten       | Übersetzen             | Översätta                  | Oversette                  |
| Two/Twain        | Twa             | Twee        | Twee                | Twee             | Zwei/ Zwo/ Zwan        | Två                        | To                         |
| Water            | Wetter          | Water       | Water               | Water            | Wasser                 | Vatten                     | Vann                       |
| Who              | Wie             | Wie         | Wie                 | Wokeen           | Wer                    | Vem                        | Hvem                       |
| Woman (queen)    | Frou            | Vrou        | Vrouw               | Froo             | Frau                   | Kvinna (jmf fru)           | Kvinne                     |
| Word             | Wurd            | Woord       | Woord               | Woord            | Wort                   | Ord                        | Ord                        |
| Engelska         | Frisiska        | Afrikaans   | Nederländska        | Lågtyska         | Tyska                  | Svenska                    | Norska (bokmål)            |

### Ordböcker
- Van Dale online ordbok (nederländska)
- Lookwayup English-Dutch-English dictionary (engelska)
- Lagom Ordbok
- Geïntegreerde Taalbank (GTB) Fries - Nederlands woordenboek (frisiska)

### Parlörer
- https://en.wikibooks.org/wiki/Dutch Nederländska for engelsktalare (från Wikibooks)